# Edler

Coroa heráldica de Edler, com 5 perolas visíveis.

Edler (em checo šlec;<htic z) Foi um título nobiliárquico usado até o ano de 1919 , como o mais baixo usado na nobreza da Áustria-Hungria e Alemanha.

## Famílias
- Edler von Berger
- Edler von Emperger
- Edler von Eyben
- Edler von Friesack
- Edler von Hofmannsthal
- Edler von Musil
- Edler von Steinstätten
- Edler von Strehlenau
- Edler von Webenau
- Edler von Wohlleben
- Edler von Wolfszahn
- Edler zu Putlitz